# Hyloxalus aeruginosus
Hyloxalus aeruginosus es una especie de anfibio anuro de la familia Dendrobatidae.

## Distribución geográfica
Esta especie es endémica de la provincia de Rioja en la región de San Martín, Perú. Habita entre los 1980 y 2180 m de altitud en la ladera este de la Cordillera Central.

## Descripción
Los machos miden hasta 25.0 mm y las hembras hasta 29.2 mm.

## Publicación original
- Duellman, 2004 : Frogs of the genus Colostethus (Anura, Dendrobatidae) in the Andes of northern Peru. Scientific Papers of the Natural History Museum, University of Kansas, n.º 35, p. 1-49.[5]